# 800 (szám)
A 800 (nyolcszáz) a 799 és 801 között található természetes szám. Mivel osztható számjegyeinek összegével, így Harshad-szám. Négy egymást követő prím összege (193 + 197 + 199 + 211).
Négyzetteljes szám, de nem teljes hatvány, ezért Achilles-szám.

## Egyéb területeken
- Eredetileg 800 az ingyenesen hívható telefonszámok körzetszáma Észak-Amerikában
- Ingyenesen hívható nemzetközi számok előhívója
- ISO 5800 szerint a legelterjedtebb fényképezőgép-filmek sebessége
- Atari 800 otthoni számítógép